# 하늘재 살인사건
《하늘재 살인사건》은 MBC에서 2013년 12월 5일에 방영한 드라마 페스티벌 시즌 1의 9번째 작품이다.

## 줄거리
사랑하는 이를 포기할 수 없어 그녀의 곁에 남기로 한 남자 윤하, 거부하려 해도 거부할 수 없는 그 남자 때문에 늘 마음이 아픈 여자 정분, 그리고 그녀의 딸 미수, 이들의 가슴 아픈 사랑 이야기.

## 등장 인물

### 주요 인물
- 문소리: 정분 역
- 신동미: 인분 역 - 정분의 동생
- 서강준: 정윤하(鄭尹廈) 역(아역 성유빈) - 정분의 사위
- 이세영: 김미수(金楣修) 역 - 정분의 딸

### 그 외 인물
- 정현석: 윤하와 미수의 담임 역